# Heilige Dreifaltigkeit (Düsseldorf)

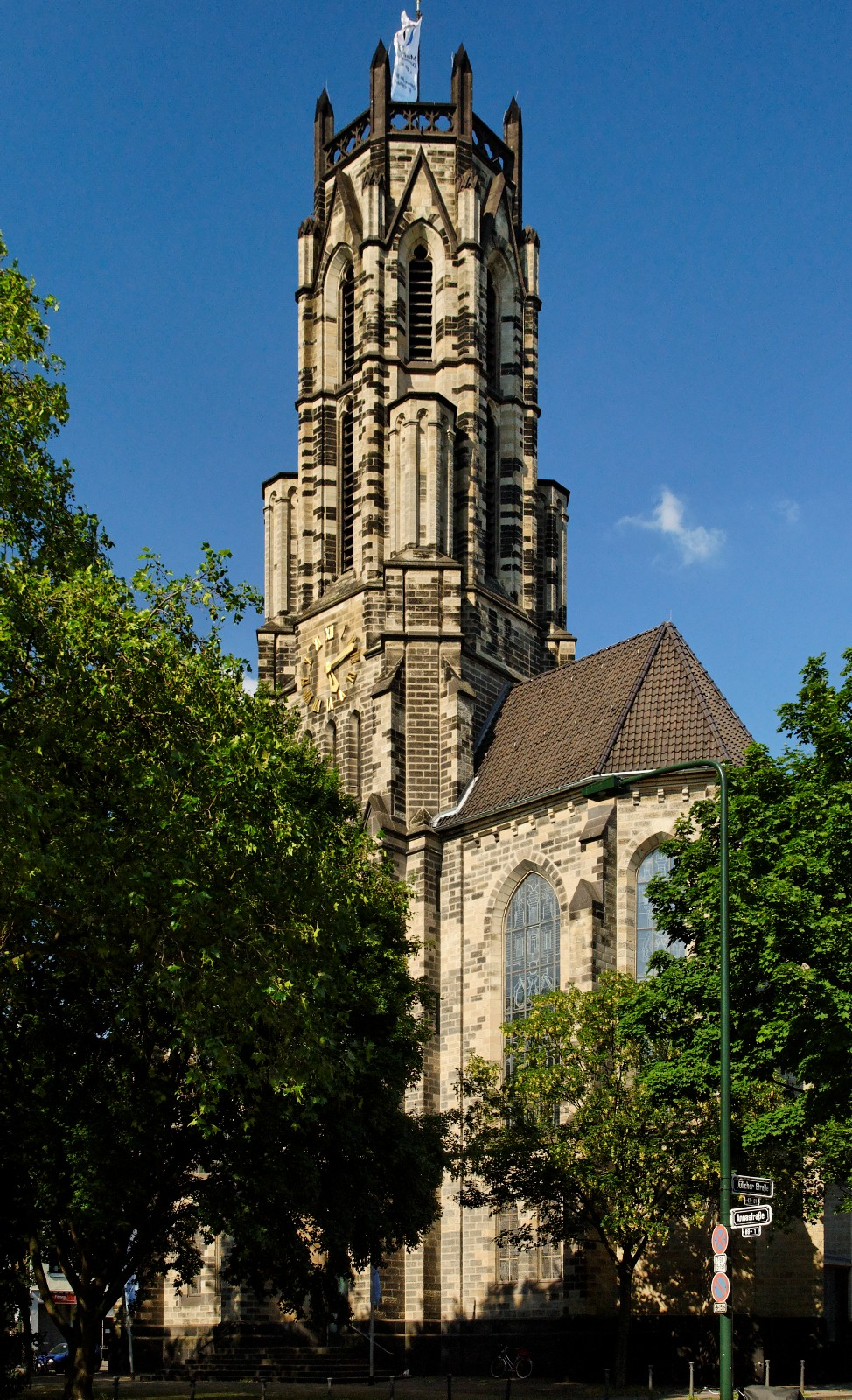
Heilige-Dreifaltigkeits-Kirche von 1892/1893

Die 1691 gegründete katholische Pfarrei Heilige Dreifaltigkeit im Düsseldorfer Stadtteil Derendorf ist die älteste auch heute noch bestehende Pfarrgemeinde außerhalb der ehemaligen Stadtmauern Düsseldorfs. Die ursprüngliche Pfarrkirche wurde in den Jahren 1692 bis 1693 errichtet, die heute bestehende 1892 bis 1893.

## Geschichte

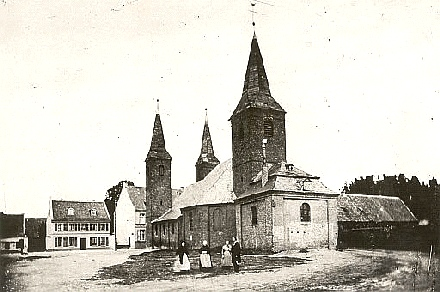
Alte St. Dreifaltigkeit um 1880

Die Pfarrei St. Dreifaltigkeit wurde 1691 von den Kanonikern Gebrüder Sommers und Johann Bartholomäus von Weyer gestiftet. Die von 1692 bis 1693 erbaute Kirche besaß zwei West- und einen Chorturm und befand sich ursprünglich am heutigen Münsterplatz. Es war ein „dreischiffiger, niedriger, sehr einfacher Backsteinbau mit flacher Decke.“ Ende des 19. Jahrhunderts entschied man sich für einen Neubau, da der alte Backsteinbau nicht mehr groß genug war für die stets wachsende Gemeinde im seinerzeit stark expandierenden Düsseldorf. Eine Bronzeplakette befindet sich an der Gaststätte „Rachen“ und soll an den alten Vorgängerbau erinnern. Die heutige Kirche wurde 1892/93 nach dem mit dem ersten Preis ausgezeichneten Entwurf des Architekten Caspar Clemens Pickel erbaut. Sie wurde in der Nähe des älteren Vorgängerbaus errichtet, die nach Fertigstellung des Neubaus abgebrochen wurde. Nach der Zerstörung im Zweiten Weltkrieg erfolgte Ende der 1940er, Anfang der 1950er Jahre der Wiederaufbau unter Pfarrer und Stadtdechant Ernst Kreuzberg. Der Gottesdienst fand in den Jahren nach dem Krieg bis zur Wiedereinweihung der Pfarrkirche provisorisch in der Kapelle des Vinzenzkrankenhauses auf der Schloßstraße und des Annaklosters auf der Eulerstraße statt. Unter dem Organisten und Chorleiter Heinz Koenen erfuhr die Chorarbeit in den 1950er und 1960er Jahren einen über die Grenzen Düsseldorfs hinaus hohe Wertschätzung.
Ab 2009 bildete die Pfarrgemeinde zusammen mit den Pfarreien Heilig Geist, Herz Jesu, St. Adolfus, St. Lukas und St. Rochus, die sich alle im Verlauf der vorausgegangenen 120 Jahre von ihr abgespaltet haben, den Kirchengemeindeverband Derendorf Pempelfort. Vier Jahre später fusionierten die zum Verband gehörenden Pfarreien zu einer Pfarrgemeinde, die somit fast wieder die ursprüngliche Größe der historischen Pfarrei Heilige Dreifaltigkeit vor 1890 hat.

## Architektur

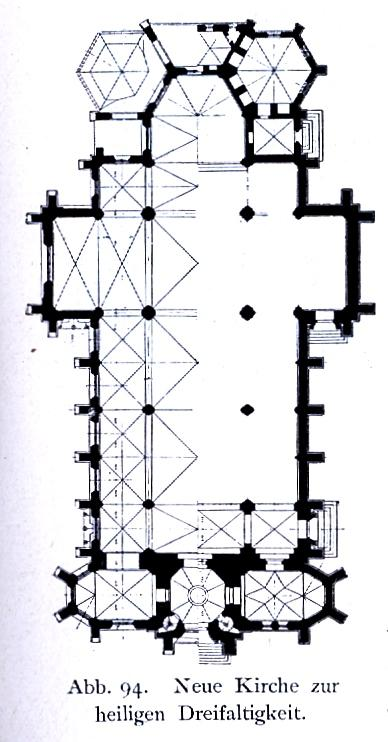
Grundriss, 1904

Die Kirche wurde als dreischiffige Hallenkirche im neugotischen Stil errichtet. Die Außenflächen wurden mit hellem Sandstein von der Saar verblendet.
Bemerkenswert war bis zu ihrer Zerstörung im Zweiten Weltkrieg die weite Säulenstellung. Deswegen erschien sie optisch als eine „sehr durchstichige Hallenkirche mit stark hervortretenden Kreuzschiffflügel.“ Über der Vierung erhob sich ein Dachreiter.
Den östlichen Abschluss des Kirchenbaus bildeten drei Chöre, wobei der mittlere Chor polygonal und die beiden anderen rechteckig abschlossen. Um den Chor gruppierten sich niedrigere Sakristeien. Neben dem Hauptturm bildeten zwei weitere Kapellen den westlichen Abschluss des Kirchenbaus. Diese waren polygonal abgeschlossen und wurden quer zur Längsachse des Kirchenschiffs angeordnet.
Nach der Kriegszerstörung wurden vorhandene Säulen entfernt. Die heutige Innengestaltung geht großteils auf das Jahr 1964 zurück. Dabei wurden pyramidenartige Formen an der hängenden Decke angebracht.

### Turm

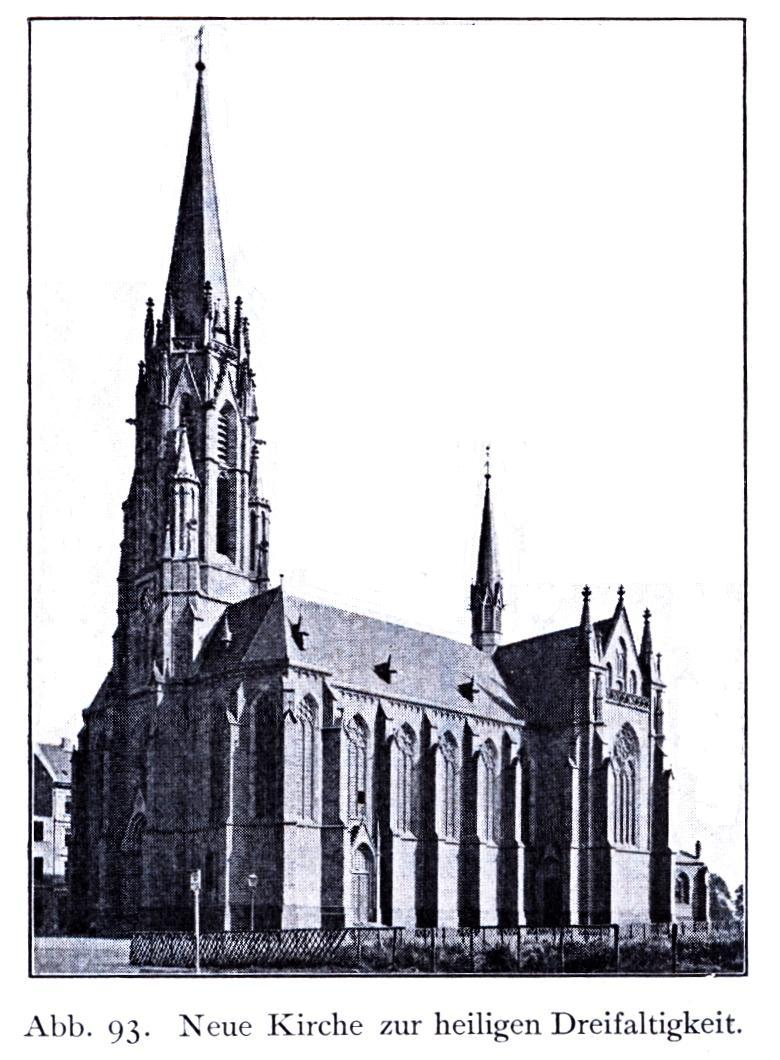
Heilige-Dreifaltigkeits-Kirche, 1904

Im 50 Meter hohen Glockenturm hängen auf zwei Etagen sechs Glocken. Statt mit dem kriegszerstörten, ursprünglichen Turmhelm schließt er nach oben mit einer großen Steinkrone ab. Eine golden leuchtende Turmuhr schmückt heute den Turm.

### Kapellen
Von der kleine Vorhalle aus kann man rechts die Marienkapelle und links die Taufkapelle betreten.
Die Fenster der Marienkapelle wurden von Franz Pauli geschaffen. Auf dem Altar der Kapelle befindet sich die Marienfigur mit dem Kind, flankiert rechts von der Figur des heiligen Josef. Die Figuren wurden im Jahre 1995 von einem Künstler aus Oberammergau geschaffen.
In der Taufkapelle befindet sich das schlichte aus Marmor gearbeitete Taufbecken, in der Form eines Brunnens. Auf dem Deckel des Brunnens befindet sich eine Engelsfigur. Die Fenster stellen das Leben Jesu dar. Dort befindet sich ein Gitter, das ursprünglich das Hauptschiff von der Chorkapelle trennte. Nach der Renovierung der Kirche im Jahre 1964 wurde das Gitter in die Taufkapelle gebracht. Es ist eine schmiedeeiserne Darstellung der Heiligsten Dreifaltigkeit.
Die Chorkapelle ist mit verschiedenen Kunstwerken ausgestattet. So befindet sich auf der rechten Seite ein Tabernakel, das den Auferstandenen und den anbetenden Thomas darstellt. Auf der linken Seite der Chorkapelle befindet sich ein Rest aus dem Alten Chorgestühl mit einer kleinen Marienfigur. In der Chorkapelle befinden sich Fenster, die von Franz Pauli im Jahre 1964 geschaffen wurden, Thema ist dabei die Offenbarung des Johannes. Das Fenster in der Mitte zeigt den Pantokrator Christus. Unter seinen Füßen sind die Ströme lebendigen Wassers zu sehen, aus dem Lebewesen trinken. Das Fenster links zeigt den Finger Gottes, der die Tränen eines Menschen trocknet.

### Ausstattung
Der Altar der Kirche hat eine große Mensa. An der Altarfront sind je nach Kirchenjahreszeit verschiedene Bildtafeln (Antependien) anzubringen, so Bildtafeln der Dreifaltigkeit oder die der Fußwaschung. Der sehr schlicht gestaltete Ambo ist mit ein paar Bergkristallen in Kreuzesform geschmückt. Über dem Altar hängt ein gotisches Kruzifix. Auf der Rückseite des Kreuzes ist ein kleines Medaillon mit dem Lamm Gottes zu sehen. Der Kreuzweg wurde von Willi Dirx geschaffen.
Die meisten Kirchenfenster sind abstrakt gehalten und sollen die „Erhebung der Schöpfung aus der Finsternis in den Bereich des Lichtes“ darstellen. Wenige Kirchenfenster sind figürlich mit Heiligengestalten, so die Figur des heiligen Sebastian über der Sakristeitür. Auf der linken Seite über der Tür wurde im Fenster die heilige Barbara mit Maria, dem heiligen Petrus und Paulus und Franz Xaver Patronin der Kirche dargestellt.
Zwei Reliefs sind bemerkenswert: So stiftete der Heimatverein Derendorfer Jonges ein Relief, das auf der rechten Seite der Sakristeitür angebracht wurde. Es ist das Relief zum Gedenken zweier Kanoniker, der Gebrüder Sommers. Die Sommers waren zwei bekannte Stifter, die außerhalb der Kirche an der Kirchenmauer der Sakristei begraben wurden.
Links neben der Sakristeitür hängt das Relief zum Gedenken an Prälat Thinel. Thinel war Apostolischer Protonotar und wirkte als Subsidiar in der Pfarre. Er starb im Jahre 1987.

### Orgel
Die Orgel wurde 1959 von dem Orgelbauer Romanus Seifert & Sohn erbaut. Das Kegelladen-Instrument hat 40 Register auf drei Manualen und Pedal. Die Spiel- und Registertrakturen sind elektrisch.
| I Hauptwerk C– |     |
| Gedacktpommer  | 16′ |
| Principal      | 8′  |
| Gemshorn       | 8′  |
| Viola da Gamba | 8′  |
| Oktave         | 4′  |
| Rohrflöte      | 4′  |
| Schwegel       | 2′  |
| Sesquialter II |     |
| Mixtur V-VI    |     |
| Trompete       | 16′ |
| Trompete       | 8′  |

| II Positiv C– |       |
| Gedackt       | 8′    |
| Quintatön     | 8′    |
| Blockflöte    | 4′    |
| Principal     | 2′    |
| Nasat         | 1 ⁄3′ |
| Scharf III-IV |       |
| Krummhorn     | 8′    |

| III Schwellwerk C– |       |
| Hornprincipal      | 8′    |
| Flöte              | 8′    |
| Weidenpfeife       | 8′    |
| Principal          | 4′    |
| Querflöte          | 4′    |
| Quinte             | 2 ⁄3′ |
| Nachthorn          | 2′    |
| Cymbel II          |       |
| Mixtur V           |       |
| Fagott             | 16′   |
| Schalmei           | 8′    |
| Clairon            | 4′    |
| Tremulant          |       |

| Pedal C–      |         |
| Prinzipalbass | 16′     |
| Subbass       | 16′     |
| Quintbass     | 10 2⁄3′ |
| Oktavbass     | 8′      |
| Gedacktbass   | 8′      |
| Choralbass    | 4′      |
| Flachflöte    | 2′      |
| Hintersatz IV |         |
| Posaune       | 16′     |
| Basstrompete  | 8′      |

- Koppeln: II/I, III/I, III/II, I/P, II/P, III/P

Nach dem Krieg fand auf der linken Orgeltribüne erst einmal eine provisorische kleine Orgel mit 4 Registern ohne Pedal ihren Platz. Diese Orgel stellte Romanus Seifert, der Chef der Orgelbaufirma aus Kevelaer der Gemeinde zu geringen Kosten bzw. so gar kostenlos unter der Bedingung zur Verfügung, in ferner Zukunft eine neue Orgel zu entwerfen und zu bauen. Ernst Kreuzberg, der damalige Stadtdechant von Düsseldorf, war damit einverstanden. Das war 1951/52. Gebaut wurde die neue große Orgel, die im Gegensatz zu anderen Aussagen kein Provisorium ist und war, dann im Jahre 1959. Gründe, warum damals der Orgelneubau auf den zwei Tribünen neben dem Altar platziert wurde und nicht auf der Empore über dem Haupteingang, waren u. a. folgende:
- Chor und Organist sollten nah am Altargeschehen sein
- Sicht - und Hörweite von der Empore über dem Haupteingang zum Altar waren zu groß und der Nachhall des Raumes bis heute immens hoch.
- Die damaligen Möglichkeiten der Lautsprecherübertragungen waren noch nicht so ausgereift

Seit 2024 wird die Orgel instand gesetzt und zu einer neuen Orgelanlage erweitert. Die neuen Register, dann insgesamt 106, werden auf der Empore über dem Haupteingang aufgestellt. Das Pfeifenmaterial ist gebraucht und stammt aus einem Instrument von Orgelbau Seifert, das bis 1996 in St. Aposteln (Köln) stand, und dann nach St. Paul (Köln) umgesetzt wurde.

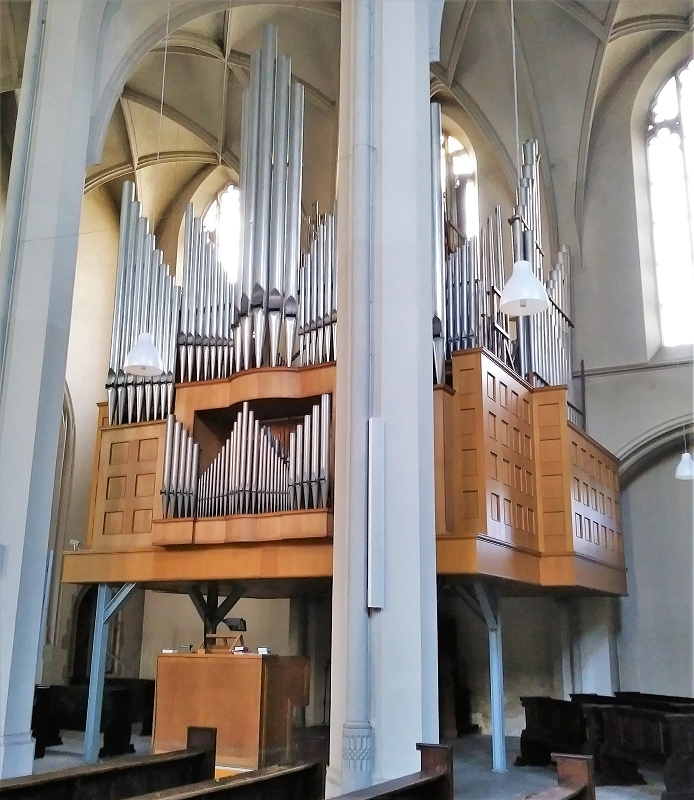
Orgel in St. Paul

| I Positiv C–g3 |       |
| Rohrflöte      | 8'    |
| Quintatön      | 8'    |
| Koppelflöte    | 4'    |
| Principal      | 2'    |
| Sifflöte       | 1 ⁄3' |
| Sesquialter II |       |
| Scharf IV-V    |       |
| Krummhorn      | 8'    |
| Trichterregal  | 4'    |
| Tremolo        |       |

| II Hauptwerk C–g3 |         |
| Bordun            | 16'     |
| Principal         | 08'     |
| Flöte             | 08'     |
| Gemshorn          | 08'     |
| Gedackt           | 08'     |
| Große Quinte      | 05 1⁄3' |
| Oktave            | 04'     |
| Rohrflöte         | 04'     |
| Superoktave       | 02'     |
| Nachthorn         | 02'     |
| Rauschquinte II   |         |
| Mixtur V-VI       |         |
| Scharf V          |         |
| Trompete          | 16'     |
| Kupfertrompete    | 08'     |
| Trompete          | 04'     |

| III Oberwerk C–g3 |    |
| Holzprincipal     | 8' |
| Offenflöte        | 8' |
| Kupferpraestant   | 4' |
| Spillpfeife       | 4' |
| Schwiegel         | 2' |
| Oktävlein         | 1' |
| Terzian II        |    |
| Kleinmixtur V     |    |
| Schalmei          | 8' |
| Musette           | 8' |

| IV Schwellwerk C–g3 |        |
| Quintadena          | 16'    |
| Praestant           | 08'    |
| Holzflöte           | 08'    |
| Spitzgamba          | 08'    |
| Principal           | 04'    |
| Blockflöte          | 04'    |
| Rohrquinte          | 02 ⁄3' |
| Principal           | 02'    |
| Obertöne IV         |        |
| Mixtur V            |        |
| Zimbel III          |        |
| Dulcian             | 16'    |
| Trompete            | 08'    |
| Rohrschalmei        | 04'    |
| Tremolo             |        |

| Pedalwerk C–f1  |     |
| Principalbass   | 16' |
| Subbass         | 16' |
| Zartbass        | 16' |
| Oktavbass       | 08' |
| Flötbass        | 08' |
| Choralbass      | 04' |
| Bassflöte       | 04' |
| Flachflöte      | 02' |
| Hintersatz IV   |     |
| Mixtur III-IV   |     |
| Kontraposaune   | 32' |
| Posaune         | 16' |
| Basstrompete    | 08' |
| Singend Cornett | 02' |

## Glocken
| Nr. | Patron         | Nominal | Gussjahr | Gießer                    |
| --- | -------------- | ------- | -------- | ------------------------- |
| 1   | Dreifaltigkeit | h°-1    | 1960     | Petit & Edelbrock Gescher |
| 2   | Maria          | cis¹-1  | 1960     | Petit & Edelbrock Gescher |
| 3   | Joseph         | dis¹±0  | 1960     | Petit & Edelbrock Gescher |
| 4   | Petrus         | fis¹±0  | 1960     | Petit & Edelbrock Gescher |
| 5   | Barbara        | gis¹±0  | 1960     | Petit & Edelbrock Gescher |
| 6   | Angelus        | h¹±0    | 1960     | Petit & Edelbrock Gescher |

„Veni, Creator Spiritus“